# Поэты-фронтовики

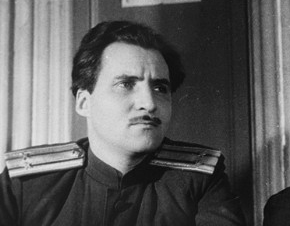
Подполковник Симонов К. М.

Обобщённый термин, применяемый к молодым советским поэтам, которые провели свою молодость в сражениях Второй мировой войны и чьи стихи хорошо отражают атмосферу.
Некоторые погибли на фронте, другие прожили больше, но многие, как предсказывал Семён Гудзенко, умерли не от старости:
Мы не от старости умрём
от старых ран умрём.

## Известные поэты
- Эдуард Асадов (1923—2004)
- Александр Артёмов (1912—1942)
- Всеволод Багрицкий (1922—1942)
- Бронислав Кежун (1914 — 1984)
- Юрий Белаш (1920—1988)
- Константин Ваншенкин (1925—2012)
- Евгений Винокуров (1925—1993)
- Павел Винтман (1918—1942)
- Семён Гудзенко (1922—1953)
- Ион Деген (1925—2017)
- Муса Джалиль (1906—1944)
- Юлия Друнина (1924—1991)
- Мустай Карим (1919—2005)
- Фатих Карим (1909—1945)
- Павел Коган (1918—1942)
- Борис Костров (1912—1945)
- Михаил Кульчицкий (1919—1943)
- Константин Левин (1924—1984)
- Юрий Левитанский (1922—1996)
- Семён Липкин (1911—2003)
- Марк Лисянский (1913—1993)
- Владимир Лифшиц (1913—1978)
- Михаил Львов (1918—1988)
- Николай Майоров (1919—1942)
- Александр Межиров (1923—2009)
- Джубан Мулдагалиев (1920—1988)
- Булат Окуджава (1924—1997)
- Сергей Орлов (1921—1977)
- Сергей Островой (1911—2005)
- Николай Панченко (1924—2005)
- Александр Ревич (1921—2012)
- Николай Рыленков (1909—1969)
- Давид Самойлов (1920—1990)
- Ян Сатуно́вский (1913—1982)
- Михаил Светлов (1903—1964)
- Илья Сельвинский (1899—1968)
- Константин Симонов (1915—1979)
- Борис Слуцкий (1919—1986)
- Ярослав Смеляков (1913—1972)
- Николай Старшинов (1924—1998)
- Вадим Стрельченко (1912—194?)
- Георгий Суворов (1919—1944)
- Алексей Сурков (1899—1983)
- Фёдор Сухов (1922—1992)
- Арсений Тарковский (1907—1989)
- Александр Твардовский (1910—1971)
- Николай Тихонов (1896—1979)
- Иосиф Уткин (1903—1944)
- Алексей Фатьянов (1919—1959)
- Павел Шубин (1914—1951)
- Илья Эренбург (1891—1967)
- Хабиб Юсуфи (1916—1945)